# سوخت جایگزین

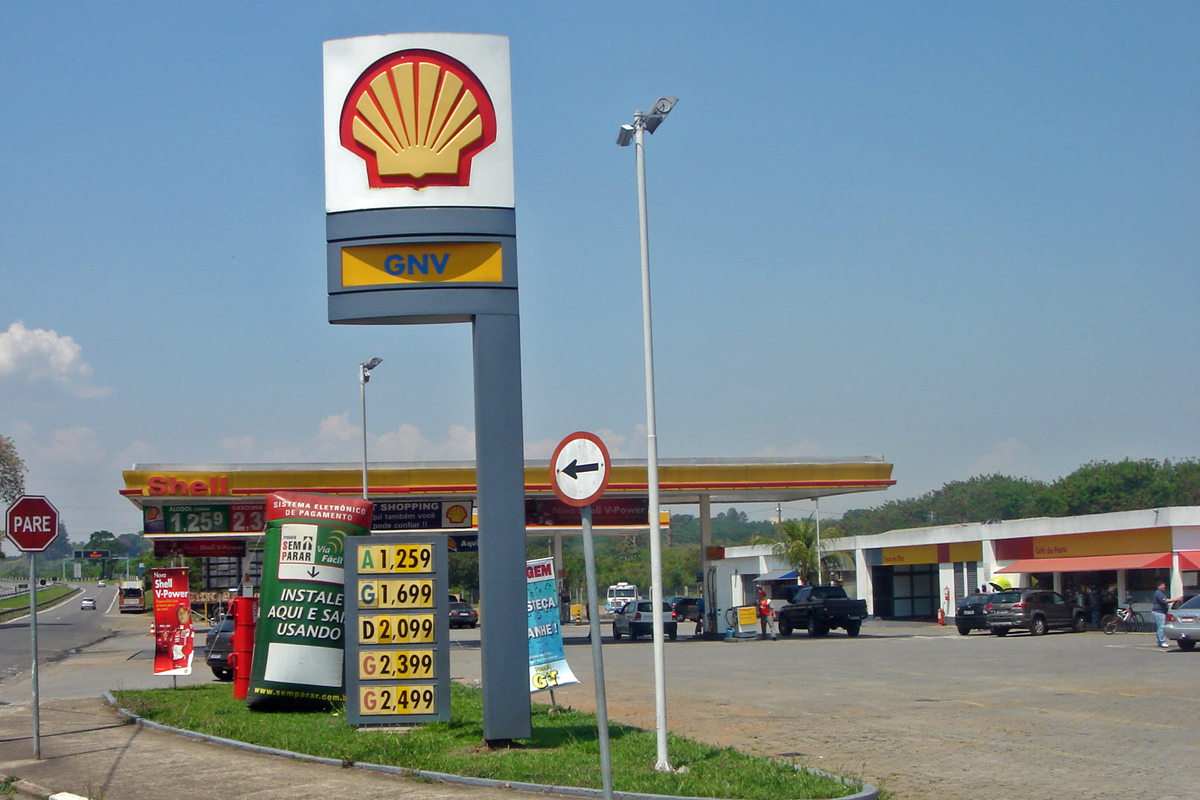
یک جایگاه سوختگیری ویژه برزیلی که در آن ۴ نوع سوخت جایگزین: بیودیزل (B۳)، سوخت ترکیبی مشترک اتانول (E۲۵)، سوخت اتانول پاکیزه (E۱۰۰) و گاز طبیعی فشرده (CNG) به فروش میرسد؛ پیراسیکابا، سائو پائولو، برزیل

سوخت جایگزین (به انگلیسی: Alternative fuel) که همچنین به سوخت غیرمعمول و سوخت پیشرفته معروف است، به هر نوع ماده می‌گویند که می‌تواند به عنوان سوخت و به جای سوختهای معمولی استفاده گردد. سوختهای معمولی عبارتند از سوختهای فسیلی (نفت، زغال‌سنگ، پروپان و گاز طبیعی) و سوختهای هسته‌ای مانند اورانیم.
برخی از بهترین سوختهای جایگزین عبارتند از : بیودیزل، سوخت الکل (متانول، اتانول، ۱-بوتانول)، الکتریسیته ذخیره شده در مواد شیمیایی (چون باتری و پیل سوختی)، هیدروژن، گاز متان غیر فسیلی، گاز طبیعی غیر فسیلی، سوخت روغن گیاهی و دیگر زیست توده‌ها.
از فایده های سوخت های جایگزین، کاهش آلودگی محیط زیست،ایجاد انرژی ارزان و مقابله با خطر پایان سوخت های فسیلی است